# Armellinoïta-(Ce)
L'armellinoïta-(Ce) és un mineral de la classe dels fosfats. El nom honra a Gianluca Armellino (1962), un investigador i col·leccionista sistemàtic italià especialitzat en els minerals de Ligúria i altres localitats específiques, amb exemplars només recollits personalment. És el descobridor d'aquesta nova espècie i el co-descobridor de la poppiïta, la cortesognoïta, la molineloïta i la piccoliïta.

## Característiques
L'armellinoïta-(Ce) és un arsenat de fórmula química Ca₄Ce⁴⁺(AsO₄)₄(H₂O). Va ser aprovada com a espècie vàlida per l'Associació Mineralògica Internacional l'any 2018, sent publicada per primera vegada el 2021. Cristal·litza en el sistema tetragonal. La seva duresa a l'escala de Mohs oscil·la entre 3 i 3,5. És isostructural amb la pottsita.
L'exemplar que va servir per a determinar l'espècie, el que es coneix com a material tipus, es troba conservat a les col·leccions mineralògiques del del museu de geologia, gemmologia, petrologia i glaciologia del departament de ciències de la Terra "A. Desio" de la Universitat de Milà, amb el número de catpaleg: mcmgpg-h2018-003.

## Formació i jaciments
Va ser descoberta a la mina Montaldo, situada a la localitat italiana de Montaldo di Mondovì, a la província de Cuneo (Piemont), on es troba en forma de cristalls pseudo-octaèdrics incrustats en la matriu. Es confon fàcilment amb la titanita. Aquesta mina italiana és l'únic indret de tot el planeta on ha estat descrita aquesta espècie mineral.